# زاکومیخینسکایا
زاکومیخینسکایا (به لاتین: Zakumikhinskaya) یک منطقهٔ مسکونی در روسیه است که در استان آرخانگلسک واقع شده‌است.